# Куркумин
Куркумин, диферулоилметан — основной куркуминоид, входящий в состав корня куркумы. Используется в качестве пищевого красителя, входит в Кодекс Алиментариус под кодом E100.
К куркуминоидам также относятся диметоксикуркумин и бис-диметоксикуркумин. Именно благодаря куркуминоидам корень куркумы имеет характерный жёлтый цвет.
Куркумин содержится в составе БАД и продаётся как БАД в чистом виде. В альтернативной медицине он предлагается в качестве лекарства от множества болезней, но реального клинического эффекта не имеет — это вещество практически не усваивается в ЖКТ.

## Химические свойства
Куркумин является полифенолом и включает в себя семь углеродных линкеров и три основные функциональные группы: α, β-ненасыщенную карбонильную, β-дикетоновую часть и ароматическую O-метоксифенольную группу. Ароматические кольцевые системы, которые представляют собой фенолы, соединены двумя α, β-ненасыщенными карбонильными группами. Это таутомер дикарбонила, существующий в енольной форме в органических растворителях и в кето-форме в воде. Дикетоны образуют стабильные енолы и легко депротонируются с образованием енолятов; α, β-ненасыщенная карбонильная группа является хорошим акцептором Майкла и подвергается нуклеофильному присоединению. Из-за своей гидрофобной природы куркумин плохо растворим в воде. Однако он легко растворим в органических растворителях.
Куркумин используется в качестве металлоиндикатора для бора. Он реагирует с борной кислотой с образованием соединения красного цвета, розоцианина.
Куркумин является кислотно-основным индикатором. При pH < 1 он имеет красный цвет, в промежутке pH 1-7 имеет жёлтый цвет, а при pH 8-9 и больше имеет красный цвет.

### Биосинтез
Путь биосинтеза куркумина неясен. В 1973 году Питер Дж. Рафли и Дональд А. Уайтинг предложили два механизма биосинтеза куркумина. Первый механизм включает реакцию удлинения цепи коричной кислотой и 5 молекулами малонил-КоА, которые в конечном итоге арилизуются в куркуминоиды. Второй механизм включает две циннаматные единицы, связанные вместе малонил-КоА. В обоих случаях в качестве отправной точки используется коричная кислота, полученная из аминокислоты фенилаланина.
Биосинтез растений, начинающийся с коричной кислоты, встречается редко по сравнению с более распространённой Р-Кумаровой кислотой. Только несколько идентифицированных соединений, таких как анигоруфон и пиносильвин, образуются из коричной кислоты.

Путь биосинтеза куркумина в куркуме длинной.

## Физические свойства
Куркумин при нормальных условиях — оранжево-жёлтые кристаллы. Он нерастворим в воде, но легко растворяется в спирте, малорастворим в диэтиловом эфире.
В спектре поглощения раствора куркумина в этаноле есть полоса с λmax=430 нм.
Куркумин очищают перекристаллизацией из водно-ацетонового раствора.

## Применение

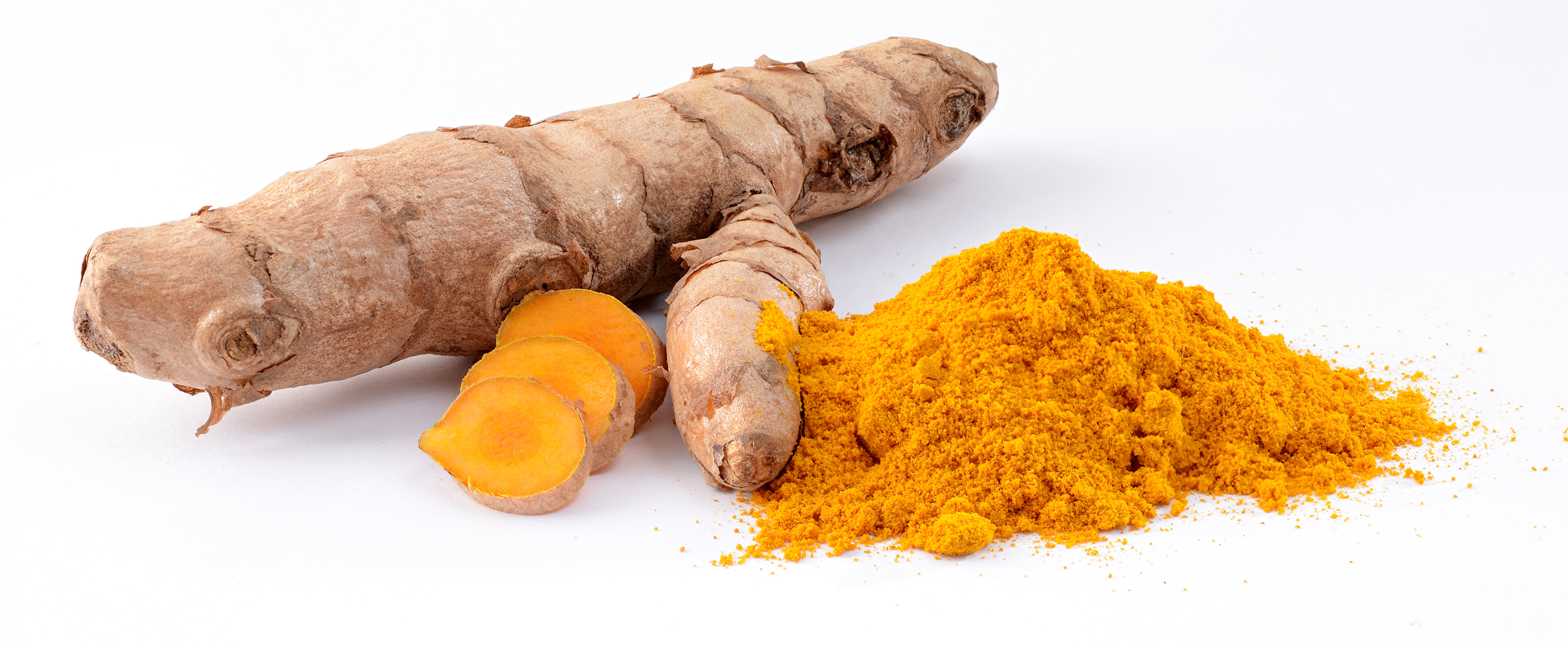
Корневища куркумы целые и размолотые в порошок

Характерная особенность куркумина — это его способность окрашивать в жёлтый цвет не только животные, но и растительные волокна без протравы. В этом отношении он аналогичен искусственным органическим азокрасителям. Благодаря своим свойствам, куркумин широко применяется в качестве пищевой добавки, в косметике, в качестве ароматизатора для пищевых продуктов, таких как напитки со вкусом куркумы в Южной и Юго-Восточной Азии, а также в качестве красителя для пищевых продуктов, таких как карри, горчица, сыры и т. д. В качестве пищевой добавки для придания оранжево-жёлтой окраски готовым продуктам питания он имеет номер E100 в Европейском Союзе. Он одобрен Управлением по санитарному надзору за качеством пищевых продуктов и медикаментов (FDA) для использования в качестве пищевого красителя.
Краситель из корня куркумы получают экстрагированием порошка корня куркумы петролейным эфиром, а затем спиртом. Полученный спиртовой экстракт представляет собой жёлтый натуральный краситель. Спиртовой экстракт из корня куркумы представляет собой прозрачную жидкость, окрашенную в интенсивный жёлтый цвет с золотистым оттенком. Вкус экстракта характерный, без посторонних привкуса и запаха.
Куркумин входит в состав многих БАД (пищевых добавок) и позиционируется производителями как средство для лечения разных болезней и улучшения работы внутренних органов. Дешёвые пищевые добавки, маркированные как сделанные из куркумы, часто содержат синтетический куркумин вопреки написанному на упаковке.
Куркумин входит во многие рецептуры традиционной медицины разных народов.

## Маркетинг
Куркумин продвигается производителями биологически-активных добавок как вещество, помогающее организму справиться со множеством болезней. В 2017 году растительные БАДЫ с куркумой были на пятом месте среди лидеров продаж в США, объём продаж этих БАД составил 32 миллиона долларов и за год вырос на 46 %. Такой рост их популярности объясняется навязчивой рекламой. Причём у многих БАД на этикетке написано, что препарат содержит куркуму, а в составе на обратной стороне банки указан куркумин, а не куркума.
В 2018 году в США объём продаж БАД, содержащих куркумин, составил 328 миллионов долларов.
Куркумин стал «золотом дураков», сторонники его медицинского применения обещают, что он вылечит от всех болезней, и активно пропагандируют его употребление в лекарственных целях.

## Биологическое действие
Все сведения о биологическом действии куркумина получены в лабораторных исследованих in vitro и на модельных животных. В немногих строго научных исследованиях на людях эффект куркумина не отличался от плацебо (хоть какой-то эффект был только в исследованиях с низкой достоверностью и ошибками в дизайне).
Положительное
- Потенциальное противовоспалительное. В лабораторных экспериментах куркумин ингибировал молекулы, участвующие в воспалении, например фосфолипазу, липооксигеназу, ЦОГ-2, лейкотриены, тромбоксан, простагландины, оксид азота, коллагеназу, эластазу, гиалуронидазу, хемоаттрактантный белок моноцитов-1 (MCP-1), интерферон-индуцируемый белок, ФНО и интерлейкин-12[22]. Регулирует факторы транскрипции, цитокины, протеинкиназы, молекулы адгезии, ферменты, связанные с воспалением, что позволяет предположить его потенциал в профилактике и лечении воспалительных заболеваний[23]. Может использоваться в качестве поддерживающей терапии при лечении хронических воспалительных заболеваний, в частности, при язвенном колите[24]. В комплексе с фосфатидилхолином у некоторых больных остеоартрозом снижает боль в суставах и улучшает их функции; может применяться для долгосрочного лечения остеоартрита в качестве дополнительной терапии[25][26].

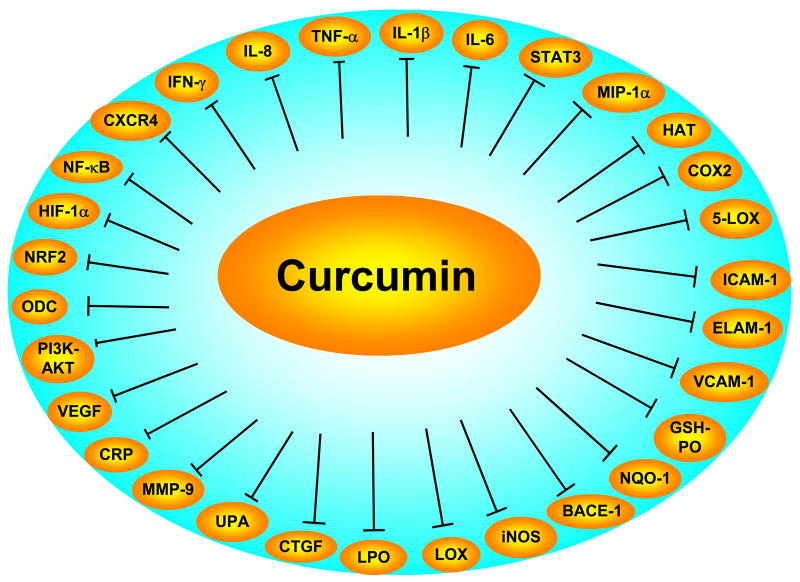
Ингибирование воспалительных путей куркумином

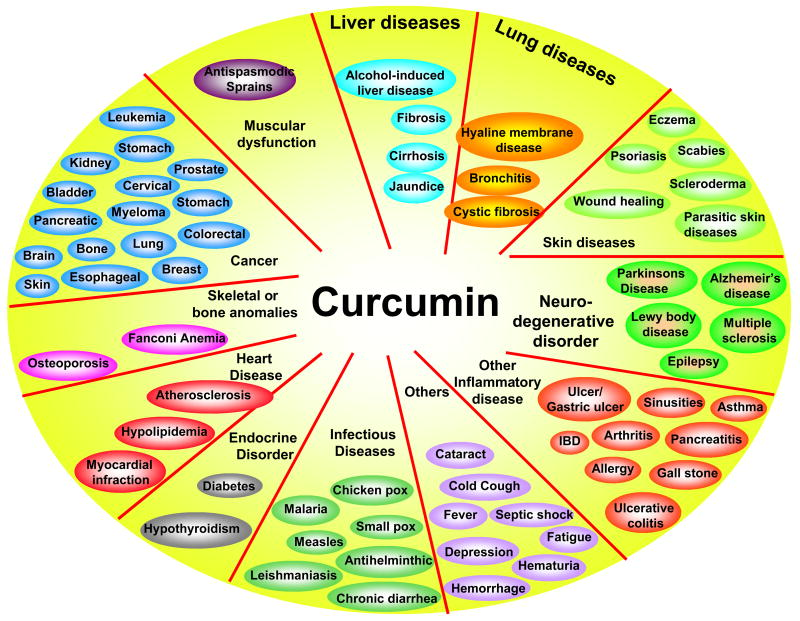
Влияние куркумина на различные провоспалительные заболевания.

- Потенциальное противоопухолевое. Куркумин исследовался для использования в терапии некоторых форм рака: в 2010 году эксперименте in vitro на клеточных культурах была показана способность куркумина вызывать апоптоз раковых клеток без цитотоксического воздействия на здоровые клетки[27][28], в 2008 году проходила вторая фаза клинических исследований препарата[29].
- Куркумин, полученный из Curcuma longa L, эффективно облегчает гепатотоксичность, вызванную химиотерапией.[6]
- Потенциальное антибактериальное. В 2019 году куркумин исследуется как одно из веществ, могущих усилить действие препаратов, используемых для уничтожение Helicobacter pylori[30].
- Как противоокислительное, так и проокислительное действие на ДНК (в разных условиях)[31][32].
- Потенциально антидепрессивное. В экспериментах на животных в 2009 году выявлено ингибирование куркумином моноаминоксидазы[33].
- Гепатотоксичное, а при низких концентрациях потенциально гепатопротекторное при отравлении алкоголем. В 2009 году в эксперименте на гепатоцитах крыс было обнаружено, что куркумин не защищал ни от некроза, индуцированного этанолом, ни от истощения глутатиона. Однако низкие концентрации куркумина (1 мкг/моль) могут несколько защитить гепатоциты от алкоголя за счет снижения перекисного окисления липидов и высвобождения цитохрома C, но не влияют ни на некроз, ни на апоптоз гепатоцитов. В то же время более высокие концентрации вызывают истощение глутатиона, активацию каспазы-3, некроз и апоптоз[34].
- Токсичность. Не выявлено токсических эффектов при приёме куркумина в дозировке 8000 мг в день в течение 3 месяцев[22].

Отрицательное
В одном исследовании диетические добавки с куркумином увеличивали метастатический рост карциномы лёгких Льюиса у мышей. В лёгких курильщиков куркумин может увеличить образование активных форм кислорода, усилив опухолевый прогресс в результате окислительного повреждения куркумином дополнительных клеточных макромолекул, которые действуют совместно с генетическим повреждением, уже превалирующим в лёгких курильщиков и бывших курильщиков.
При лечении ВИЧ-инфекции куркумин неэффективен в отношении снижения вирусной нагрузки или улучшении количества клеток CD4.
In vitro высокие концентрации куркумина усиливают гепатотоксичность этанола, поскольку провоцируют истощение глутатиона и каспазы-3, некроз и апоптоз гепатоцитов.
In vitro куркумин стимулирует старение клеток человека, образующих стенки сосудов, в том числе повреждая ДНК.
МРТ показала, что куркумин у грызунов в дозе 30 мг/кг массы тела в течение 12—20 недель применения приводил к обострению региональной атрофии головного мозга в экспериментах с моделированием системной красной волчанки.
Куркумин может проявлять антиоксидантную или прооксидантную активность в зависимости от дозы.
Кроме того, у куркумина обнаружились следующие проблемы:
- низкая биодоступность
- отсутствие единообразия в представленных на рынке субстанциях
- отсутствие химических исследований с надлежащим дизайном
- недостаток доказательств клинической эффективности куркумина
- недостаток доказательств безопасности куркумина
- риск использования куркумина вместо лекарств, одобренных FDA (США)

### Другие куркуминоиды или их комплексный эффект
Бисдеметоксикуркумин in vitro является иммуномодулятором, стимулирующим фагоцитоз моноцитами бета-амилоида (накопление которого, в соответствии с амилоидной гипотезой, является причиной болезни Альцгеймера).
Тетрагидрокуркумин не продлевал жизнь долгоживущим мышам, если его давали со второй половины жизни, а не с раннего детства.
Экстракт Curcuma longa оказался эффективным и безопасным вариантом лечения пациентов с первичным болезненным остеоартрозом коленного сустава, показав достоверное снижение выраженности болевого синдрома и улучшение функций коленного сустава.
Куркума может быть эффективна в снижении СРБ и уремического зуда у пациентов с терминальной стадией болезни почек.
Производное куркумина известное под названием 35e может быть использовано для лечения неалкогольной жировой болезни печени, поскольку способствуя метаболизму липидов, препятствует таким образом их накоплению в печени.

## Эффективность и безопасность
Куркумин не имеет лечебного эффекта, в частности, из-за его низкой биодоступности. Например, он не влияет на уровень липопротеинов низкой плотности.
Исследователи пытались повысить биодоступность куркумина, создавая его смесь с другими веществами.
Нет ни одного качественно проведённого клинического исследования, которое показало бы эффект куркумина, отличающийся от плацебо. О его лечебном потенциале говорят на основе только лабораторных исследований на клеточных культурах и модельных животных, что никак не может служить основанием для выводов о его действенности для людей, все заявления о лечебном потенциале куркумина и куркумы являются в лучшем случае предположениями.
Приём куркумина внутрь перорально безопасен вплоть до ежедневной дозы 2 г куркумы в течение года или до 4 г куркумина ежедневно в течение месяца.
Продукция из корня куркумы может содержать повышенное количество свинца вплоть до опасного его количества.
Приём куркумина в качестве пищевой добавки в составе продуктов питания является безопасным.

### Побочные эффекты
Высокие дозы куркумина, принимаемые самостоятельно, могут вызвать диарею, тошноту и другие побочные эффекты. Межлекарственное взаимодействие куркумина с другими препаратами может быть опасным. Известно о его взаимодействии с антикоагулянтами, антацидами и лекарствами, используемыми для химиотерапии и контроля артериального давления. Внутривенное введение куркумина, как и экстракта куркумы, может привести к летальном исходу.